# Stade de l’Université de Sherbrooke
Stade de l'Université de Sherbrooke – wielofunkcyjny stadion w Sherbrooke, w Kanadzie. Obiekt został otwarty w 2003 roku i należy do Uniwersytetu Sherbrooke. Jego budowa kosztowała 10 mln dolarów kanadyjskich. Pojemność areny wynosi łącznie 3359 widzów. W 2003 roku stadion gościł 3. Mistrzostwa Świata Juniorów Młodszych w Lekkoatletyce, a rok później 3. Młodzieżowe Mistrzostwa NACAC.